# Барыкино (Бурятия)
Бары́кино — село в Тарбагатайском районе Бурятии. Административный центр сельского поселения «Барыкинское».

## География
Расположено в южных отрогах хребта Цаган-Дабан, на возвышенности, окруженной со всех сторон лесом. Окружающие горы покрыты смешанными лесами — берёза, сосна, осина. Расстояние от Улан-Удэ — 100 км, от районного центра, села Тарбагатай — 40 км. Село вытянуто на протяжении 2,5 км вдоль западной стороны автодороги Тарбагатай — Окино-Ключи. В селе три улицы: Ленина (2 км), Лесная и Трактовая.

## История
Барыкино — старинное сибирское село, основанное в середине XVIII века. Первыми жителями были сибиряки, переехавшие из других сёл и ссыльные поселенцы. Первым из этих переселенцев стал Попов Барыка, от которого и идёт название деревни. Были выбраны земли, где горные отроги переходили в падь и, постепенно, вокруг первых домов появилась деревенька. Кругом было много родников, которых в наше время уже нет. Под пашни корчевали вековой лес, строили бревенчатые дома, амбары, стайки, бани. Крыши крыли тёсом и драньём, делали бревенчатые ограды — заплоты. Большая русская печь занимала почти половину избы. Интерьер составляли широкие деревянные лавки, обеденный стол, деревянная кровать, над ней полати.
Совместное проживание рядом с коренным населением — бурятами, хозяйственные и бытовые связи способствовали сближению бурятского и русского населения, приводили к появлению смешанных семей .

## Инфраструктура
Основная общеобразовательная школа, сельская администрация (Михалёв дом), Дом культуры, библиотека, фельдшерско-акушерский пункт, музей. Основное предприятие — СПК «Авангард».

## Население
| 2002 | 2010 |
| ---- | ---- |
| 471  | ↘368 |